# Nelson Rufino
Nelson Rufino de Santana, (Salvador, 12 de setembro de 1942) é um compositor e cantor brasileiro.

## Carreira
Nelson Rufino começou em 1962 uma carreira como jogador de futebol no Rio de Janeiro, mas voltou para sua Salvador de Bahia, onde começou a compor sambas e ao mesmo tempo a trabalhar como metalúrgico. Ele deixou esta profissão em 1985. Ele continua cantando e compondo.
Suas composições foram gravadas por Roberto Ribeiro, Alcione e Zeca Pagodinho, entre vários outros.

## Composições (lista incompleta)
- A mulher que eu gostei (c/ Marquinho Sathan)
- A verdade dos seus olhos
- Alerta mocidade
- Amado, Jorge Amado (c/ Liette de Souza e Roberto Ribeiro)
- Amuleto da sorte
- Aruandê (c/ Edil Pacheco)
- Por todos os santos (c/ Carlinhos Santana)
- Verdade (c/ Carlinhos Santana)
- Deus manda (c/ Jorge Aragão)
- Devaneios e tramas (c/ Roberto Ribeiro e Toninho Nascimento)
- Doce acalanto (c/ Noca da Portela)
- Marejou (c/ Carlinhos Rufino)
- Mel pra minha dor (c/ Avelino Borges)
- Meu pranto (c/ Vadu da Ribeira)
- Minha trajetória (c/ Wilson das Neves)
- Queria tanto lhe ver (c/ Martinho da Vila)
- Se tivesse dó (c/ Zeca Pagodinho)
- Eu e a dor (c/ Reinaldo)
- Nonó

## Discografia
- (2013) Minha Vida - Universal Music - CD
- (2013) Minha Vida - Universal Music - DVD
- (2009) Tempo e vida - Independente - CD
- (2004) Cadê meu amor - Atração - CD
- (2000) A verdade de Nélson Rufino - Som Livre - CD
- (1998) Diplomacia - EMI-Odeon - CD